# Мильгаузен, Фёдор Карлович
Фёдор Ка́рлович Мильга́узен (Мюльга́узен; 4 (15) июля 1775, Санкт-Петербург — 23 марта (4 апреля) 1853, Симферополь) — русский врач; один из главных медицинских специалистов русской армии, член Комитета по учёной медицинской части, член медицинского совета Министерства духовных дел и народного просвещения. Действительный статский советник (1846).

## Биография
Родился в многодетной семье «кузнечных дел мастера» Карла Ерина Мильгаузена. Один из его младших братьев, получивших известность — Богдан Карлович Мильгаузен.
Фёдор Мильгаузен поступил в Главное врачебное училище уже в возрасте четырнадцати лет, и в двадцать лет закончил его со званием лекаря. По окончании института он принял российское подданство. Его врачебная деятельность началась в Обуховской больнице, где он проявил себя как дельный и самоотверженный работник. В 1806 году получил звание генерал-штаб-лекаря Гражданской медицинской части, то есть главным врачебным инспектором.
За время службы его неоднократно отправляли в места вспыхнувших эпидемий: в 1807 году — в Виленскую губернию в 1808 — в Саратовскую; «за успешное выполнение разных поручений и в вознаграждение отличного усердия к службе произведён в коллежские асессоры». В 1810 году Мильгаузен был «пожалован Кавалером ордена Св. Владимира 4 степени». В 1811 году он был отправлен к месту эпидемии в Финляндии. В 1812 году за отличия по службе был пожалован в надворные советники. В феврале 1814 года Мильгаузен был направлен в секретную командировку в г. Або и в этом же году Императорская медико-хирургическая академия избрала его своим корреспондентом. За «отличные познания по части врачебной» в 1817 году Мильгаузену было пожаловано 1000 десятин земли, а через год он пожалован орденом Св. Анны 2-й степени и утверждён членом Медицинского Совета Министерства народного просвещения; а ещё через год награждён 3000 рублей и пожалован в коллежские советники.

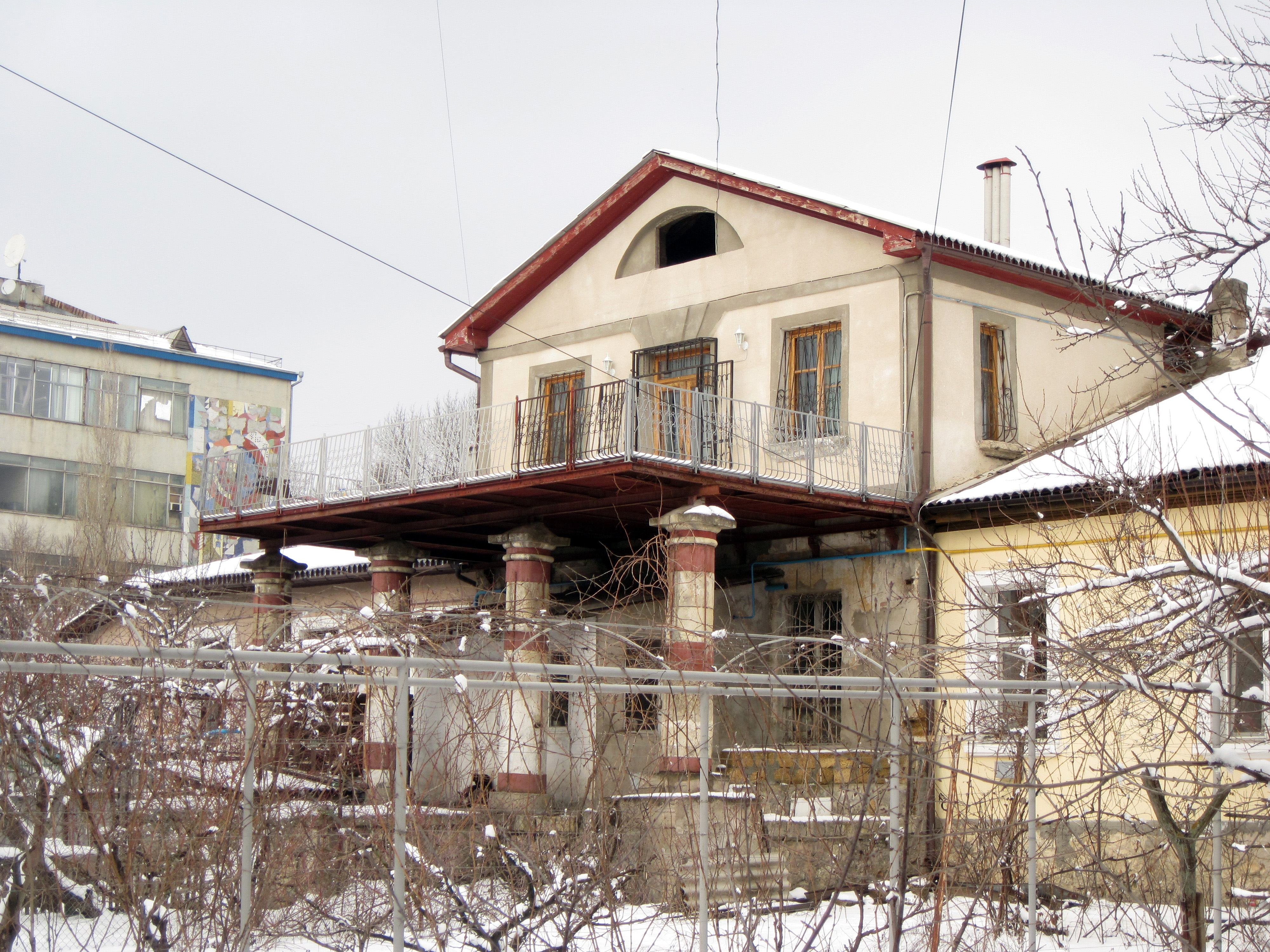
Симферополь. Дом, в котором жил Ф. К. Мильгаузен

В 1820 году, страдавшего удушьем Ф. К. Мильгаузена, отпустили в отставку с условием «употребить его по особым поручениям в Крыму, с производством жалованья из Государственного Казначейства по 1500 рублей в год». Приехав в Крым чиновником для особых поручений по врачебной части при Таврическом губернаторе, он поселился в Симферополе в приобретённом имении на 42 десятинах земли с садом. В 1822 году он был утверждён попечителем странноприимного дома Таранова-Белозерова в чине статского советника (с 28 марта); избран попечителем казённой мужской гимназии, членом попечительного совета губернского тюремного комитета, попечителем библиотеки; на собранные по его инициативе деньги в Симферополе была построена лютеранская церковь; 14 июля 1832 года он был принят в число дворян Таврической губернии.
Уже осенью 1820 года, по просьбе феодосийского градоначальника Перовского, Мильгаузен обследовал все крымские карантины; в 1822 году боролся с чумой в Закубанской области (1822), в 1833 году — с холерой в Таврической губернии.
С 1821 года до конца жизни он проводил метеорологические наблюдения. В 1835 году Ф. К. Мильгаузен был избран членом Московского общества испытателей природы. Данные метеонаблюдений Мильгаузена впоследствии были обработаны П. И. Кеппеном и Г. И. Вильдом и опубликованы в летописях Главной физической обсерватории. В 1835 году он также был избран членом-корреспондентом статистического отделения совета Министерства внутренних дел (этому отделу он посвятил свои наблюдения с целью составления фундаментального труда по медико-топографическому описанию Крыма).

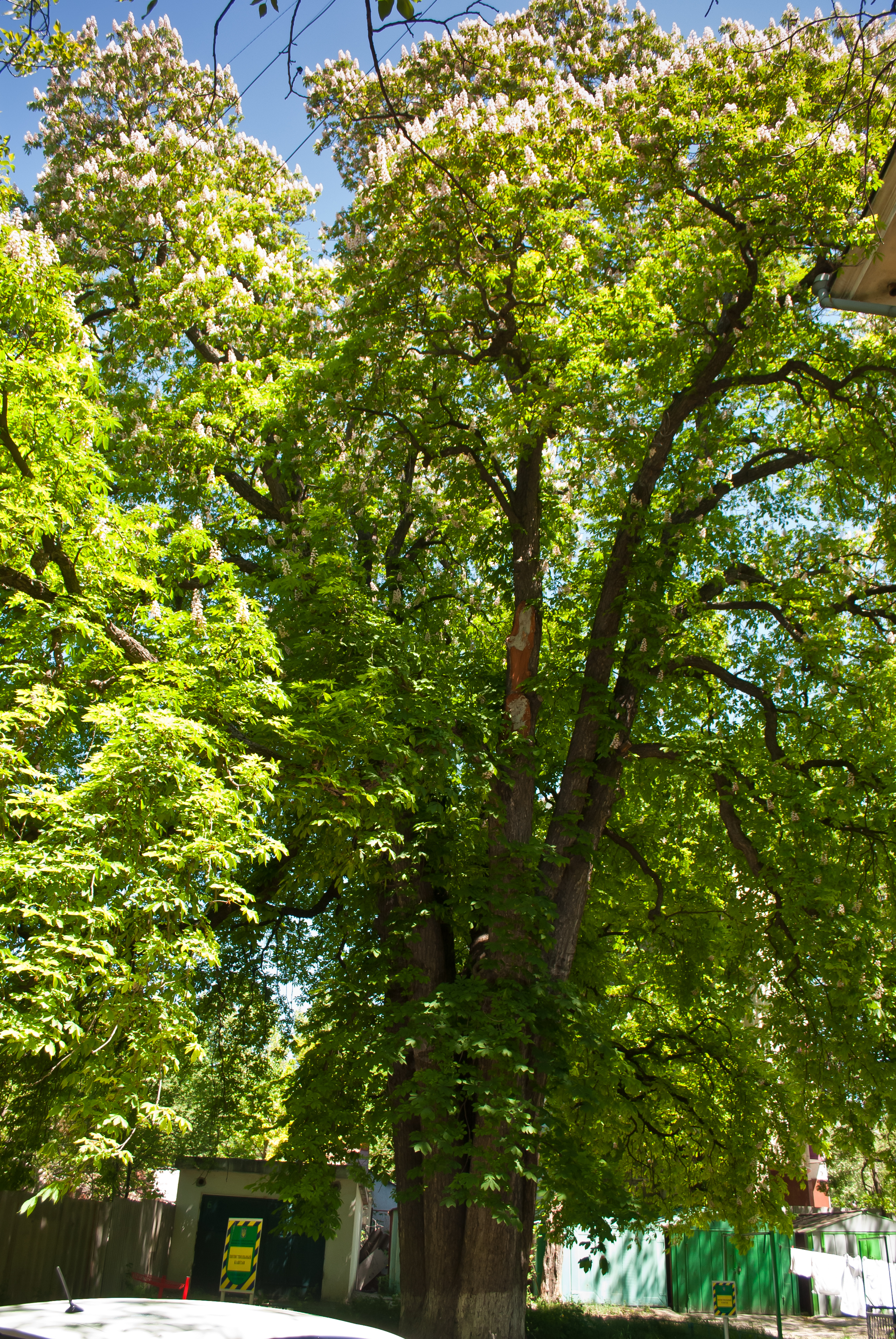
Пятиствольный каштан у дома Мильгаузена — Киевская, 24. Фото 2013 года.

Активно занимался врачебной практикой и пользовался искренней любовью пациентов, о чём свидетельствует празднование 50-летия его врачебной деятельности, состоявшееся в апреле 1846 года. По инициативе предводителя дворянства А. И. Казначеева была объявлена подписка на приобретение подарка юбиляру, причём было поставлено условие, что сумма пожертвования не должна превышать 1 рубль. Многие лица пожелали таким образом высказать Мильгаузену свою признательность. На собранные деньги была заказана серебряная ваза по рисунку И. К. Айвазовского. На одной стороне вазы была изображена аллегорическая картина: на фоне Чатырдага Фёдор Карлович сидел в кресле, ему с поклоном подносил хлеб-соль русский мужик, за ним располагалась группа — татарин, немец, караим, еврей и армянин — все в национальных костюмах. В Симферополе в те времена говорили: «Половину города лечил Мильгаузен, в то время как другую половину — Арендт». Генерал-губернатор князь М. С. Воронцов прислал юбиляру поздравительное письмо с награждением его чином действительного статского советника; во время торжественного обеда в здании Дворянского собрания была исполнена кантата написанная другом юбиляра А. Н. Серовым, а Императорская медико-хирургическая академия вручила Мильгаузену высшую награду — диплом доктора медицины.
Как попечитель Симферопольской губернской казённой мужской гимназии пожертвовал ей 570 томов книг, атласы, приборы для физического кабинета.
Фёдор Карлович Мильгаузен скончался в марте 1853 года. В конце XIX века городская дума приняла решение назвать его именем образовавшуюся улицу, где стоял его дом. Весной 1820 года этот дом и усадьбу Ф. К. Мильгаузен купил у наследников члена Таврического областного правления Герасима Ивановича Беляева. Его посещали выдающиеся учёные, композиторы, художники: И. К. Айвазовский, Х. Х. Стевен, П. И. Кеппен, А. Н. Серов, С. И. Танеев; лечились в разное время К. Н. Батюшков, В. А. Жуковский, В. Г. Белинский, М. С. Щепкин, А. С. Пушкин. По примеру своих коллег — врачей-естествоиспытателей X.Х. Стевена, А. Ф. Арендта и Бетлинга увлёкся садоводством и создал сад, ставший образцом садовой культуры; изучал флору и фауну Крыма.
Хозяин дома Фёдор Карлович, его жена и две дочери любили свой сад, который граничил со смежными владениями графини Нарышкиной, Х. Х. Стевена и Ф. А. Дессера. Ю. Н. Бартенев в своём дневнике описывал сад Мильгаузена: «Сад у него на пятидесяти десятинах, плодовые деревья насажены у него в симметрическом, кажется в четырёхсаженном расстоянии. Новый сад засадил сам хозяин, фрукты с него поступают в продажу, а перед домом его есть садик… Есть и другой сад, там водяная мельница. В этом саду деревья старые: я видел величественную осокорь, видел белый тополь, видел вишни колоссальной величины и толщины». От этого сада до нашего времени дожило уникальное дерево — уникальный пятиствольный каштан, который был посажен Ф. К. Мильгаузеном в 1829 году в качестве мемориального семейного дерева. В 1972 году решением Крымского Облисполкома «Пятиствольный каштан» был объявлен памятником природы.